# 高晓兵
高晓兵（1962年1月—），女，汉族，江苏南通人。1983年7月参加工作，1986年4月加入中国共产党。兰州铁道学院（现兰州交通大学）电信与自动控制系铁道通信专业毕业，清华大学工业工程系在职研究生学历，工程硕士，高级工程师。
早年曾在铁道部上海铁路局南京分局芜湖电务段、南京分局团委、南京站工作。1996年8月起，历任铁道部上海铁路局南京分局分局长助理（副处级）兼南京站站长、党委副书记，南京分局副分局长（正处级）。2002年1月，任铁道部上海铁路局蚌埠分局党委书记（副局级）。2003年6月，任中华全国铁路总工会副主席，并于2004年10月明确为正局级。2004年11月，任铁道部人事司司长。2005年10月，任铁道部政治部副主任，兼任人事司司长。2009年4月，升任铁道部政治部主任，并跻身部党组成员之列。2009年7月，兼任中央精神文明建设指导委员会委员。
2010年7月，任中共山东省委常委、组织部部长。
2016年3月，任民政部副部长，兼任全国老龄办副主任。
2022年9月，不再担任民政部副部长职务。